# それいけ!アンパンマン とばせ! 希望のハンカチ
『それいけ!アンパンマン とばせ! 希望のハンカチ』（それいけアンパンマン とばせ きぼうのハンカチ）は、2013年（平成25年）7月6日公開の映画『それいけ!アンパンマン』シリーズ通算第25作。同時上映作品は『それいけ!アンパンマン みんなでてあそび アンパンマンといたずらオバケ』。

## 概要
アンパンマン映画&テレビ25周年記念作品、および日本テレビ開局60周年特別映画。
前作での震災からの復興に続き、本作では「希望」をテーマにしており、本作オリジナルキャラのパオやザジズゼゾウが、ハンカチで汚れた空を綺麗に拭いていく描写が放射能で汚れた土壌を地道に除染する作業に重なるなど、やなせたかしの「いろんなむずかしい問題がありますが、希望をめざして進んでいこう」という思いが込められた作品。
なお、汚染された大気を元に戻そうと取り組む映画は、第14作『ロールとローラ うきぐも城のひみつ』以来11年ぶりである。
キャッチコピーは「すすめ!すすめ!前を向いて!」。
本作はお笑い芸人のサンドウィッチマンと本仮屋ユイカがゲスト出演している。サンドの出演は早い時期に発表されていたが、パオ役は本仮屋に決まるまでキャスティングが難航していたようで、ポスターやチラシではサンドが出演する旨だけが表記されていた（ポスターでは本仮屋出演をシールで追加したケースもある）。
本作の初日挨拶では、やなせは「死ぬときは死ぬんだよ、笑いながら死ぬんだよ、そうすれば映画の宣伝になる。死ぬまで一生懸命やるんだよ」とブラックジョークも話していた。しかし、やなせは本作公開から3か月後の10月13日に逝去し、やなせの生前最後の劇場版作品となった。
映画観客動員ランキング（興行通信社調べ）で初登場第5位となった。最終興収は4億2,400万円。
本作の2年前の『すくえ! ココリンと奇跡の星』以来、オープニングでアンパンマンがばいきんまんの悪戯を止めるシーンがあるが、すぐ現場にいた為、これまでの映画にあった、アンパンマンに助けを呼ぶシーンはない。アンパンマンの特徴ともいえる、汚染された街や仲間達を元通りにしようとする民衆の姿が必要だという描写が、本作ではさらに強調して存在している。
なお、前作に続いて強制変身はなかった。第13作『ゴミラの星』や第14作『ロールとローラ うきぐも城のひみつ』のように主要キャラクターを残して、キャラクター達が汚染される。ただし、泥人形や泥団子のように動いたり話すことはできず、石化のように固まってしまう。
第1作『キラキラ星の涙』から第24作『よみがえれ バナナ島』まで24年間エンディング曲は「勇気りんりん」を起用していたが、本作は初めて映画テーマ曲がエンディング曲にも起用された。

## あらすじ
雲の上に住んでいる小さなゾウの男の子、パオのお話。パオは、鼻から大きなハンカチを出し空の掃除をするザジズゼゾウのところで、毎日自分もハンカチを出す練習をしている。でも、一生懸命やっているのに、なかなかうまくいかない。
ほかに自分にできることはないかと、アンパンマンワールドにやってきたパオ。しかし、パン作りも牛乳配達も、みんなに期待された“きらきら希望サーカス”での芸も、何もかも失敗だらけ。パオは自信と希望を失くして、心を閉ざしてしまう。
そんな中、“きらきら希望サーカス”に対抗して、“バイキンサーカス”を開催したばいきんまんは、芸ができる最新ゾウ型バイキンメカ・スゴイゾウを開発する。ところがスゴイゾウはハプニングで崖下に落下し、大暴走。ばいきんまんの意図と関係なくパワーアップし、ヨゴスゾウに変身して大暴れ、町中を汚してまわる。アンパンマンの顔も、アンパンマンの新しい顔を焼くアンパンマン号も汚染されて絶体絶命の大ピンチ。
みんなが困っているのに、何もできない自分にくじけそうになるパオ。しかし、どんな困難でもあきらめずに立ち向かうアンパンマンの姿をみて、パオは自分も希望をもって前に進むことを決意する。
パオは「希望のハンカチ」を出して、アンパンマン達や街を救うことができるのか――。

## 登場キャラクター（キャスト）
詳細はアンパンマンの登場人物一覧を参照。

### レギュラーキャラクター
アンパンマン
声 - 戸田恵子
くじけそうになるパオに、あんパンを差し出し、自身が幼い頃に上手に空を飛べなかったが“次はできるかもしれない”と希望を持って努力を重ねた過去を話し、彼を励ます。それでも元気を出せなかったパオに、「一緒にサーカスを見に行こう」と優しく声をかける。ヨゴスゾウによってマントが破損するが、パオの“希望のハンカチ”によって復活した。
ばいきんまん
声 - 中尾隆聖
はじめは楽しいサーカスに否定的だった。ドキンちゃん達の要望で、最新メカ・スゴイゾウを造り「ばいきんサーカス」を山奥で開く。アンパンマン達と一緒に、パオの成長を認めて、「きらきら希望サーカス」を楽しんだ。序盤ではサーカス行進の妨害、中盤ではパオの誘拐と悪事をしてアンパンマンに飛ばされるが、終盤ではヨゴスゾウだけが悪さをした。スゴイゾウをたいへん気に入っていたためか、ヨゴスゾウになっても「スゴイゾウ」と呼び、暴れっぷりに苦笑いしていた。その後、嫌な顔をしつつもアンパンマンの味方をした。
ジャムおじさん
声 - 増岡弘
ザジおじさんとは古くからの知り合いで、二人の写った写真を持っている。
バタコさん
声 - 佐久間レイ
汚染された街をみんなを助けるため、“希望”を持って困難を乗り越える。
めいけんチーズ
声 - 山寺宏一
ヨゴスゾウが大暴れをするも、“希望”を持って困難を乗り越える。
ドキンちゃん
声 - 鶴ひろみ
バイキンサーカスでは主役を飾ろうとしたが、自身を差し置いて芸を披露するバイキンメカ達に激怒する。その後、パオを「小さくて可愛い」と気に入り、彼と一緒に再びサーカスを執り行う。玉乗りに失敗したパオを強く責めるが、できるようにもっと練習をすることを勧める。
ホラーマン
声 - 肝付兼太
映画版ではドキンちゃん目当てでばいきんまん側に付いている。ばいきんまんがサーカスに興味なさげの態度をした時は珍しくドキンちゃんと一緒に怒っていた。パオと一緒にサーカスをやりたいと言って聞かないドキンちゃんの為にパオに扮するが拒絶されてしまう。
カレーパンマン
声 - 柳沢三千代
失敗続きのパオを突き放したように言い、しょくぱんまんに窘められる。市街戦では、しょくぱんまんと共にヨゴレダマで汚染される。その後、“希望のハンカチ”で復活し、アンパンマンをサポートする。
しょくぱんまん
声 - 島本須美
市街戦では、ヨゴスゾウの“ヨゴレダマ”で汚染される。ドキンちゃん達に助けてもらい、アンパンマンと共にヨゴスゾウに立ち向かう。
メロンパンナ
声 - かないみか
パオに、ロールパンナと一緒に生活できなくても希望を持っていることを打ち明ける。クリームパンダと共にヨゴレダマで汚染される。復活後は、カレーパンマンと共にダブルパンチでヨゴスゾウに立ち向かう。
クリームパンダ
声 - 長沢美樹
ヨゴスゾウを見て、ばいきんまんのメカ（仕業）なのかと尋ねる。その後、ホラーマンとドキンちゃんから説明を受ける。メロンパンナと共にヨゴレダマで汚染される。復活後は、しょくぱんまんと共にダブルパンチでヨゴスゾウに立ち向かう。
かびるんるん
声 - 坂本千夏
『バイキンサーカス』では観客として参加していた。
みみせんせい
声 - 滝沢ロコ
カバ夫
声 - 山寺宏一
ちびぞうくん
声 - 坂本千夏
一緒にサーカスを見に行く。パオの出したハンカチで、アンパンマン号に付いた汚れを拭く。
うめぼしばあや
声 - 坂本千夏
うめこちゃんと共に、パオにおむすびの作り方を教え手伝ってもらう。きちんとしたおむすびが作れないパオに「練習すれば上手くなる」と助言するが本人は諦めてしまった。
ロールパンナ
本作ではメロンパンナの話の中で夜空の星を眺めるワンカットのみの登場で、台詞はない。

### ゲストキャラクター
パオ
声 - 本仮屋ユイカ
性別 - 男
小さなゾウの少年。ザジズゼゾウを尊敬しているが、彼と親戚かどうかは不明。ザジズゼゾウと同じく背中の羽で空を飛び、鼻からハンカチを出すことができるが、小さなハンカチしか出せない。いつもザジズゼゾウの手伝いをしているとパン工場の面々に嘘をついてしまう。
アンパンマン達と出会った事をきっかけに、ジャムおじさんやしょくぱんまん達の手伝いをしたりバイキンサーカスに無理矢理参加させられたりするが、人一倍の努力を重ねても結果が出せないために、「もっと練習すれば…」と言われるのが嫌いになり、失敗するとすぐに諦めるようになってしまった。
ハピーと同様に、アンパンマンのことを「悪者をやっつけるヒーロー」と勘違いしていたが、アンパンマンに否定された後「困っている人を助けている」と教えられる。アンパンマン達みんなに出会い、成長するきっかけをもらった。
ザジズゼゾウ
声 - 富澤たけし（サンドウィッチマン）
性別 - 男
雲の上に住み、パオの師匠にあたる大きなゾウ。皆からは「ザジおじさん」と呼ばれている。鼻から出した大きなハンカチを自在に操り、汚染された大気を綺麗にしている。ジャムおじさんとは古くからの知り合い。

#### きらきら希望サーカスのメンバー
だいこん役者（だいこんやくしゃ）
声 - 坂口哲夫
『きらきら希望サーカス』の団長を務めており、やなせうさぎと共に宣伝ポスターを貼りに回っていた。サーカスへの入団を志願したパオを初めは喜んで迎え入れる。しかし、パオからまずいでんぐり返しを披露されたため帰らせようとする。鼻からハンカチを出すという技がある事を知った際に「サーカスに参加するならばもっと練習が必要だ」と助言する。サーカステントをヨゴレダマで汚したヨゴスゾウに詰め寄ったせいで真っ先に固められてしまう。
やなせうさぎ
第22作『ブラックノーズと魔法の歌』のように、数人現れた。サーカス会場にいた全員がヨゴレダマで固められてしまう。
ピエロくん
びっくりビクちゃん
あんにんちゃん（あんちゃん、にんちゃん）
カステラ男爵（カステラだんしゃく）
ドン・キ・ホタテ
サラダ王子（サラダおうじ） / サラダ姫（サラダひめ）
スパイス王子（スパイスおうじ）
マスタード男爵（マスタードだんしゃく）
フラワー姫（フラワーひめ）
声 - 島本須美
フラワーさん
チューリップさん
ゆりさん
水仙さん（すいせんさん）
アネモネさん
ジョーカー
フォーカード四銃士（フォーカードよんじゅうし）
スペード銃士（スペードじゅうし）
ハート銃士（ハートじゅうし）
ダイヤ銃士（ダイヤじゅうし）
クラブ銃士（クラブじゅうし）
水玉の精（みずたまのせい）
Tシャツくん
サフィ
『ルビーの願い』ではオーロラ娘の一人として登場。Tシャツくんと空中ブランコをする。
トラやライオンなどの動物たち
以上、ヨゴスゾウの被害に遭うが、EDでパオの作ったハンカチで元に戻った。

### その他の登場キャラクター
ピョン吉（ピョンきち）
ウサ子（ウサこ）
モオさん
パオに家畜のエサ運びを手伝ってもらう。
ヤギおじさん
パオに耕作の手伝いをしてもらう。
りんごちゃん
うめこちゃん
どんぶりまんトリオ
てんどんまん
カツドンマン
かまめしどん
たぬきの兄弟（たぬきのきょうだい）
Aの声 - 杉野真実
Bの声 - 久野静香
お腹を空かせて泣いていたが、アンパンマンからあんパンをもらって、元気を出す。
町の子供（まちのこども）
声 - 安野希世乃

## 乗り物と道具
アンパンマン号（アンパンマンごう）
ヨゴレダマで汚染され、アンパンマンの新しい顔を焼けなくされてしまうが、パオのハンカチによって復活した。
ドキンUFO（ドキンユーフォー）

### バイキンメカ
バイキンUFO（バイキンユーフォー）
だだんだん
『だだんだんとふたごの星』のOPに登場したものと同じデザイン。OPでパレードをめちゃくちゃにするために使用。黒いスミを出す小型メカを搭載しており、これでアンパンマンを攻撃するも投げ返され、ばいきんまん自身がスミを浴び、怯んだところをアンパンチで吹っ飛ばされた。バイキンサーカスの「だだん団長」を務める。アンパンマンを襲うためにばいきんまんが操縦していたが崖から落ちて故障してしまう。
もぐりん
だだんだんが壊れてしまったため、だだんだんの代わりにばいきんまん達を乗せて町へ駆け付けた。ヨゴスゾウのヨゴレダマを封じるためにアンパンマンに用いられた。音声なし。
ゴロンゴロ
声 - 藤井恒久（日本テレビアナウンサー）
もぐりんと共にバイキンサーカスの団員として登場。何故かお腹の色がTV版と違い黄緑(後のクルン、バニラ姫でも同じ)「ゴロンゴロー!」と叫ぶ。地味に今作から映画にも登場する様になった。
スゴイゾウ
声 - 伊達みきお（サンドウィッチマン）
バイキンサーカスのために造られたゾウ型のロボット（ばいきんまん曰く『サーカス団のNewスター』）。カラフルな玉を発射する。ばいきんまんにとって自信作であったがドキンちゃんには不評であった。ばいきんまんの命令で動く。アンパンマンをやっつけにだだんだんの後を追うが、崖から落ちてしまう。その衝撃でスゴイゾウから巨大なヨゴスゾウに変わる。
ヨゴスゾウ
声 - 伊達みきお（サンドウィッチマン）
本作の絶望の象徴となる存在。「ヨゴスゾウ」のみ音を発する。ばいきんまんやアンパンマンたちの声を聞き入れず、暴走をはじめる。ヨゴレダマを発射し、建物や木、キャラクターを汚し固める。非常に大きく、もぐりんを見下ろす程である。飛行形にもなれ、角から紫色の電撃を発射することも可能。(パオによってすぐに直されてしまうものの)アンパンマンのマントを破るが、最後はしょくぱんまん等2組のダブルパンチを翼に受けてバランスを崩し混乱しているところに、元気百倍のアンパンチを食らって吹き飛ばされ、空中で大爆発し消滅。結果、光の粒となり暗く覆っていた雲を取り除いた。

## スタッフ
- 原作 - やなせたかし「とばせ！きぼうのハンカチ」（フレーベル館刊）
- 製作 - 岡村秀樹
- 企画 - 奥田誠治
- プロデューサー - 中谷敏夫、久保雄輔、星野恵、大島由香
- 脚本 - 金春智子
- 音楽 - いずみたく、近藤浩章
- キャラクターデザイン・作画監督 - 前田実
- 美術監督 - 石垣努、小山田有希
- 色彩設計 - 原田幸子
- 撮影監督 - 佐々木明美
- 編集 - 小宅貴史
- 音響監督 - 山田智明
- 音楽監督 - 鈴木清司
- 音響効果 - 糸川幸良
- 演出 - 山内東生雄、橋本敏一
- 文芸担当 - 飯沢洋子、上田菜保子
- 担当プロデューサー - 岩崎和義
- 監督 - 矢野博之
- 原画 - 菖蒲隆彦、星名靖男、川越淳、一川孝久、清水健一、和田佳純、他
- 製作 - アンパンマン製作委員会2013（日本テレビ放送網、バップ、トムス・エンタテインメント、フレーベル館、やなせスタジオ）

## 楽曲
オープニング「アンパンマンのマーチ」
作詞：やなせたかし、作曲：三木たかし、歌：ドリーミング
テーマ曲「希望のハンカチ」
作詞：やなせたかし、作曲：ミッシェル・カマ、編曲：近藤浩章、歌：戸田恵子、コーラス：大和田りつこ&岡崎裕美
先述の通り、挿入歌としてだけではなく、本作のエンディング曲にもなった。

## それいけ!アンパンマン みんなでてあそび アンパンマンといたずらオバケ
『それいけ!アンパンマン とばせ! 希望のハンカチ』と同時上映の短編アニメ。前作『リズムでてあそび アンパンマンとふしぎなパラソル』に引き続き、一緒にダンスや手遊びが楽しめる作品。

### あらすじ
いたずら好きで食いしん坊のいたずらオバケトリオ。ある日、彼らに取り憑かれたばいきんまん、ドキンちゃん、コキンちゃんはお化けのような姿になってしまった。
町を訪れたいたずらオバケトリオによって町は大混乱。ジャムおじさん達や学校の子供達、騒ぎを聞きつけたアンパンマン達までもが一人残らずお化けに変えられてしまい…。

### 登場キャラクター
今作では、ホラーマンとかびるんるんを除く全キャラクターが、いたずらオバケトリオによってお化けの姿に変えられてしまう。

#### レギュラーキャラクター
アンパンマン
声 - 戸田恵子
ばいきんまんや仲間達同様お化けにされ、無力化されるも色々あり、いたずらオバケトリオ達と和解した。
ばいきんまん
声 - 中尾隆聖
でろろんオバケに取り憑かれてお化けにされた仕返しに、ドキンちゃん、ホラーマン、コキンちゃんと共にバイキンUFOやだだんだんで殴り込みをかけるが何度も返り討ちに遭ってしまう。その後、アンパンマンやいたずらオバケトリオ達と一緒に『アンパンマンたいそう』を踊った。
ジャムおじさん
声 - 増岡弘
バタコさん
声 - 佐久間レイ
めいけんチーズ
声 - 山寺宏一
焼きたてのパンを食べようとしたが、パン工場に侵入したどろろんオバケに横取りされる。
ドキンちゃん
声 - 鶴ひろみ
しょくぱんまん
声 - 島本須美
カレーパンマン
声 - 柳沢三千代
メロンパンナ
声 - かないみか
いたずらオバケトリオと戦うアンパンマン達をクリームパンダ達と共に『アンパンマンたいそう』の踊りで応援する。
クリームパンダ
声 - 長沢美樹
自分だけ『アンパンマンたいそう』が上手く踊れず諦めて帰ろうとしていたが、アンパンマン達の励ましでもう一度挑戦した結果、上手に踊る事ができた。『新おいしいねソング』を踊ったどろろんオバケを誂っていた。
ホラーマン
声 - 肝付兼太
ばいきんまんと共にでろろんオバケに取り憑かれたが、唯一お化けにならなかった（ばいきんまん曰く『元々お化けみたいなもの』）。
コキンちゃん
声 - 平野綾
ホラーマンがドキンちゃんの為に用意したお菓子を食べようとするが、いたずらオバケトリオに食べられてしまった。本作ではオバケトリオ相手とはいえ、珍しくばいきんまん達と共に飛ばされるシーンがある。

#### ゲストキャラクター
いたずらオバケトリオ
いたずら好きなお化けの3人組。彼らに取り憑かれると誰でもお化けになってしまう。3人で力を合わせて物を煙のように消してしまう能力を持つ。怖がらせるつもりだったが、子供たちの歌とダンスに思わず釣られてしまい、やがてアンパンマン達と仲良くなった。彼らにお化けに変えられた者達はエンディング中に元の姿へと戻った。
でろろんオバケ
声 - 宮川美保
性別 - 男
オバケトリオのリーダー格。体色は白で、他の2人より巨体。体の一部を巨大に膨らますことが出来る。
ずろろんオバケ
声 - 安済知佳
性別 - 女
オバケトリオの少女。体色はピンクで、頭に赤いリボンを付けている。どんな人にでも化けられる。語尾に「ずろ」を付けて話す。
どろろんオバケ
声 - 安野希世乃
性別 - 男
オバケトリオの1人。体色は青緑。でろろんオバケほど巨大ではないが体の一部を膨らますことが出来る。非常に長い舌を頻繁に出している。語尾に「どろ」を付けて話す。

#### その他のキャラクター
シドロ&モドロ
声 - ドリーミング（寺田千代、寺田嘉代）
前作に引き続き登場。
みみせんせい
声 - 滝沢ロコ
『アンパンマンたいそう』の伴奏と観客に向けての振り付け指示を担当。
カバオくん
声 - 山寺宏一
ピョン吉（ピョンきち）
ウサ子（ウサこ）
ちびぞうくん
声 - 坂本千夏
クマ太（クマた）
ネコ美（ネコみ）
ブタお（ブタお）
コン太（コンた）
モン吉（モンきち）
どんぶりまんトリオ
てんどんまん
カツドンマン
かまめしどん
声 - 山寺宏一
たこやきまん
おダンゴちゃん
鉄火のマキちゃん（てっかのマキちゃん）
鉄火のコマキちゃん（てっかのコマキちゃん）
かびるんるん

### 乗り物
アンパンマン号（アンパンマンごう）
ドキンUFO（ドキンユーフォー）
ブルー・ティアーズ号（ブルー・ティアーズごう）

#### バイキンメカ
バイキンUFO（バイキンユーフォー）
だだんだん
3回目で登場したときのだだんだんは、第21作『だだんだんとふたごの星』で登場した「ジャイアントだだんだん」の漆黒の悪魔状態の2号カラー＋スーパー穴掘りだだんだんの頭部と同じ配置に金色のドリルが取り付けられロケットエンジンでいたずらオバケトリオに殴り込んだが敗北した。

### スタッフ
- 原作 - やなせたかし（フレーベル館刊）
- 製作 - 岡本東郎、岡村秀樹
- プロデューサー - 大島由香、久保雄輔、中谷敏夫、星野恵
- 脚本 - 青木由香
- 音楽 - いずみたく、近藤浩章
- キャラクターデザイン - 前田実
- 作画監督 - 鈴木海帆
- 美術監督 - 光元博行
- 色彩設計 - 平山礼子
- 撮影監督 - 白尾博志
- 編集 - 小宅貴史
- 音響監督 - 山田知明
- 音楽監督 - 鈴木清司
- 音響効果 - 糸川明良
- 文芸担当 - 飯沢洋子、上田菜保子
- 担当プロデューサー - 岩崎和義
- 監督 - 日巻裕二
- 原画 - 土屋堅一、北澤精吾、齋藤直子、丸山千絵、山本早苗、新井亨
- 制作協力 - The Answer studio
- 製作 - バップ

### 楽曲
以下の楽曲は全て本作に登場するキャラクターによって歌われるため、本作には歌手のクレジットは無い。以下「歌」の表記があるものはオリジナル版の歌手とする。
テーマソング「アンパンマンたいそう」
作詞：やなせたかし&魚住勉、作曲：馬飼野康二、編曲：近藤浩章 歌：ドリーミング
劇中ではこの歌に合わせてダンスを踊るシーンがあるが、振り付けがTVアニメのエンディング等で見られるオリジナルの物と大きく異なる。
エンディング「アンパンマンダンス」
作詞：やなせたかし、作曲：ミッシェル・カマ、編曲：近藤浩章 歌：ドリーミング・中尾隆聖
オリジナル版から歌詞が変更されている（オリジナル版の歌詞には存在しないクリームパンダとコキンちゃんが追加され、逆にかびるんるんは削除されている）。
スタッフクレジットはロール式ではない。前作には上映終了時のクレジットは存在しなかったが、本作は再び「おわり」のクレジットで終了する。
ばいきんまん達はこちらにもダンスに参加している。
挿入歌
「いくぞ!ばいきんまん」
作詞：やなせたかし、作曲：いずみたく、編曲：近藤浩章、歌：中尾隆聖
「ミミ先生は好きよ」
作詞：やなせたかし、作曲：ミッシェル・カマ、編曲：近藤浩章
「新おいしいねソング」
作詞：やなせたかし、作曲：ミッシェル・カマ、編曲：近藤浩章
オリジナルに加え、歌詞が変更された二種類のバージョンも使われている。